# Marquesado de Villalta
El Marquesado de Villalta es un título nobiliario español creado por Real Decreto de fecha 18 de abril y el subsiguiente Real Despacho de 13 de mayo de 1668 dado por el rey Carlos II a favor de Gonzalo de Herrera y Tapia, Alcalde de Sevilla.
Este Título fue rehabilitado en 1910, por el rey Alfonso XIII a favor de Gonzalo Vicente Ignacio Miguel José de las Mercedes de Herrera y Herrera, Cárdenas y Montalvo, como noveno Marqués de Villalta, quién era tres veces cuarto nieto y una vez quinto nieto del IV titular, Gonzalo Luis Germán de Herrera y Berrio-Guzmán, Gastelbondo y Núñez de Quero.
Gonzalo de Herrera y Tapia, procedía de una familia de origen judío converso.
Armas: En campo de gules, dos calderas, de oro, gringoladas de sinople y puestas en palo. Bordura cosida con ocho calderas, de oro.

## Marqueses de Villalta
|                                                                                | Titular                                                               | Periodo                |
| Creación por Carlos II                                                         | Creación por Carlos II                                                | Creación por Carlos II |
| ------------------------------------------------------------------------------ | --------------------------------------------------------------------- | ---------------------- |
| I                                                                              | Gonzalo de Herrera y Tapia, de la Torre López y Cepeda                | 1668 - ¿?              |
| II                                                                             | Gonzalo de Herrera y Maldonado, Tapia y Clavijo de Armas              |                        |
| III                                                                            | Martín Francisco de Herrera y Gastelbondo, Maldonado y Uzquiano       | - 1681                 |
| IV                                                                             | Gonzalo Luis de Herrera y Berrio-Guzmán, Gastelbondo y Núñez de Quero | ¿? - 1776              |
| V                                                                              | José Luis de Herrera y Chacón, Berrio-Guzmán y Torres                 | 1776 -                 |
| VI                                                                             | José Miguel de Herrera y Zayas-Bazán, Chacón y Castellón              | 1806 - 1828            |
| VII                                                                            | José Francisco de Herrera y O’Reilly, Herrera y Calvo de la Puerta    | 1835 - 1873            |
| VIII                                                                           | María Francisca de la Merced de Herrera y Herrera, Herrera y O’Reilly | 1876 - 1878            |
| VACANTE, fue declarado CADUCADO y posteriormente REHABILITADO por Alfonso XIII |                                                                       |                        |
| IX                                                                             | Gonzalo Vicente de Herrera y Herrera, Cárdenas y Montalvo             | 1910-1927              |
| X                                                                              | Gonzalo Calixto de Herrera y Baldasano, Herrera y Cortada,            | 1928 - ¿?              |
| XI                                                                             | Elena González del Valle y Herrera, Baldasano y Hierro                | 1969 - actual titular  |

Gonzalo de Herrera y Tapia
Nació en Villalba del Alcor, en el arazape de Sevilla, en el seno de una familia judía convertida al cristianismo. según descubrió el periodista Gabriel Fortich Barros varios de sus ancestros habían sido quemados por judaizantes por la inquisición. sus padres eran Gonzalo de Herrera y de la Torre y María de Tapia. En su tierra natal fue recibido como hijo-dalgo en el año 1638 y electo su alcalde ordinario por el Estado noble el 4 de mayo de 1637; Maestre de Campo de Infantería española, Gobernador de Cartagena de Indias y Caballero de la Orden de Calatrava por Real despacho de 5 de junio de 1652.
Contrajo matrimonio en la Parroquial Mayor de Cartagena de Indias el 28 de noviembre de 1630, con doña Francisca Pérez Maldonado, hija de Diego de Velasco y Francisca Maldonado, fueron sus hijos:
- Mariana de Herrera y Maldonado
- Gonzalo de Herrera y Maldonado

## Historia de los Marqueses de Villalta
- Gonzalo de Herrera y Tapia de la Torre, López y Cepeda (n. Villalba del Alcor, Sevilla, 26 de octubre de 1598), I marqués de Villalta.

Casó el 28 de noviembre de 1630 con Francisca Perez Maldonado, hija de Diego de Velasco y de Francisca Maldonado. Le sucedió su hijo:
- Gonzalo de Herrera y Maldonado, Tapia y Clavijo de Armas (n, Cartagena de Indias, Colombia, 11 de diciembre de 1632 - 3 de agosto de 1681), II marqués de Villalta.

Casó el 3 de agosto de 1681 con Teresa de Gastelbondo y Uzquiano, Monreal y Fernández de Pineda. Le sucedió su hijo:
- Martín Francisco de Herrera y Gastelbondo, Maldonado y Uzquiano (n. Cartagena de Indias, Colombia, 25 de enero de 1674), III marqués de Villalta.

Casó en 1702 con María Ana Estefanía de Berrio-Guzmán y Núñez de Quero, Herrera y Portocarrero. Le sucedió su hijo:
- Gonzalo Luis de Herrera y Berrio-Guzmán, Gastelbondo y Núñez de Quero (b. Sampués, Cartagena de Indias, 21 de enero de 1704 - La Habana, 19 de septiembre de 1776), IV marqués de Villalta.

Casó el 25 de abril de 1722 con María Catalina de los Reyes Chacón y Torres, Castellón y Bayona. Le sucedió su hijo:
- José Luis de Herrera y Chacón, Berrio-Guzmán y Torres (n. La Habana el 26 de marzo de 1724), V marqués de Villalta.

Casó el 15 de agosto de 1746 con Ana María de Zayas-Bazán y Castellón, Zayas-Bazán y Calvo de la Puerta. Le sucedió su hijo:
- José Miguel de Herrera y Zayas-Bazán, Chacón y Castellón (n. Santa María del Rosario, La Habana, 26 de diciembre de 1748 - La Habana, 12 de octubre de 1828), VI marqués de Villalta.

Casó el 25 de noviembre de 1766 con María Gabriela de Jesús de Herrera y Chacón, Berrio-Guzmán y Torres (tía paterna). Le sucedió su nieto:
- José Francisco de Herrera y O’Reilly, Herrera y Calvo de la Puerta (n. La Habana, 13 de agosto de 1819 - 3 de diciembre de 1873), VII marqués de Villalta, hijo de Joaquín Herrera y Herrera y su segunda mujer Rosa O'Reilly y Calvo de la Puerta. Murió soltero y fue sucedido por su prima:

- María Francisca de Herrera y Herrera, Herrera y O’Reilly (n. La Habana, 31 de diciembre de 1839 - 10 de marzo de 1878), VIII marquesa de Villalta, hija de Gabriel Herrera y Herrera y su primera mujer Rosa Herrera y O'Reilly, hermana del VII marqués de Villalta.

1. Casó, La Habana el 28 de marzo de 1857, con Luis Roca de Togores y Ledón.
2. Casó, La Habana el 23 de abril de 1863, con Joaquín Pedroso y Béitia. Sin descendencia, al fallecimiento de esta el título quedó VACANTE, siendo declarado CADUCADO y posteriormente REHABILITADO.

Rehabilitación en 1910:
- Gonzalo Vicente de Herrera y Herrera, Cárdenas y Montalvo (n. La Habana el 5 de abril de 1863), IX marqués de Villalta, hijo de José Mariano Herrera y Cárdenas y de María de la Concepción Herrera y Montalvo.

Casó el 25 de mayo de 1896 con María Josefa Rita de la Acepción Josefa Baldásano y Cortada, Baldásano y Hernández. Le sucedió su hijo:
- Gonzalo Calixto de Herrera y Baldasano, Herrera y Cortada (n. La Habana, 14 de octubre de 1898), X marqués de Villalta.[5] Le sucedió su sobrina:

- Elena González del Valle y Herrera, Baldasano y Hierro (n. en 1932), VIII marquesa de Villalta,[6] hija de Manuel Ángel González del Valle y Hierro y Esther Herrera y Baldasano.